# 長野市立鍋屋田小学校
長野市立鍋屋田小学校（ながのしりつ なべやたしょうがっこう）は長野県長野市にある小学校である。公式サイトが、2004年から2006年の3年間連続で県優秀校に選ばれた。

## 沿革
- 1904年（明治37年） - 鍋屋田尋常高等小学校が設立される。[1]
- 1941年（昭和16年）4月 - 鍋屋田国民学校と改称される。
- 1947年（昭和22年）4月 - 長野市立鍋屋田小学校と改称される。
- 1954年（昭和29年）11月 - 校歌制定。（作詞：勝承夫、作曲：團伊玖磨）
- 1974年（昭和49年）11月 - 創立70周年記念式が挙行される。

## 通学区域
- 大字長野東後町、大字鶴賀権堂町、早苗町（一部）、大字鶴賀西鶴賀町、大字鶴賀緑町、居町、大字鶴賀（一部）、大字鶴賀上千歳町、大字鶴賀南千歳町、大字鶴賀問御所町、南千歳1 - 2丁目、大字南長野西後町、大字南長野新田町[2]

## 卒業生
- 岡村文子（女優）
- 吉村午良（元長野県知事）
- 小林唄（オリンピック選手）